# Utqiaġvik

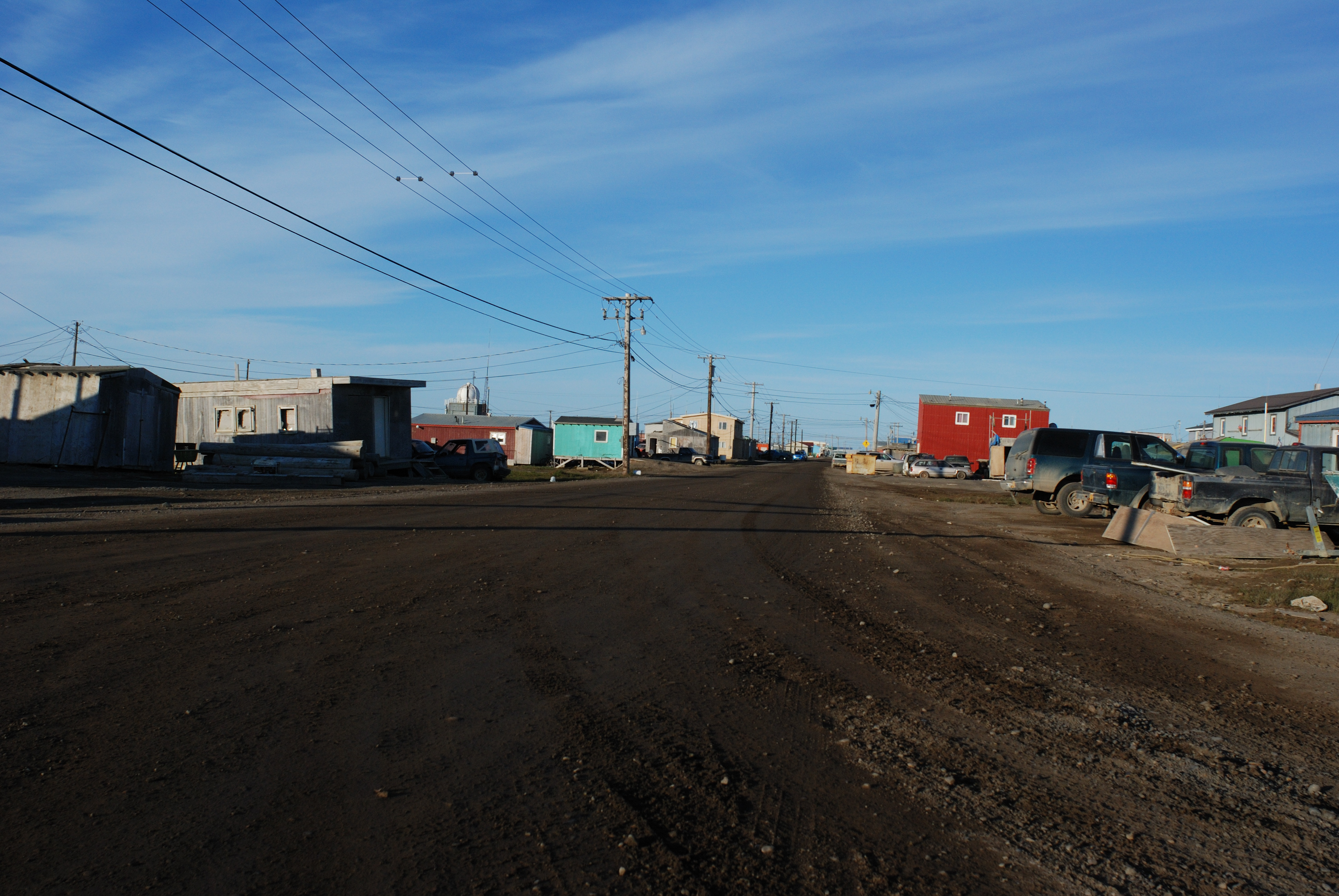
Una calle en Barrow, Alaska.

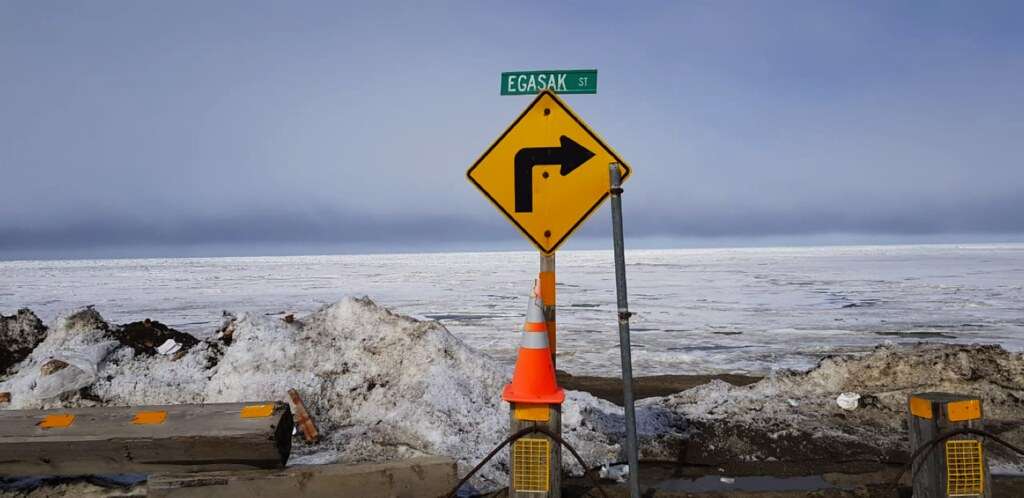
El mar Glaciar Ártico desde la costanera de la ciudad de Barrow

Barrow, oficialmente conocida como Utqiaġvik (iñupiaq: [ut.qe.ɑʁ.βik]), es la sede del municipio y la ciudad más grande del borough de North Slope, en el estado estadounidense de Alaska. Situada al norte del círculo polar ártico, es una de las localidades más septentrionales del mundo y la más septentrional de los Estados Unidos, cerca del cabo de Point Barrow, que es el punto más septentrional del país.
Es una ciudad estadounidense ubicada en el estado de Alaska. La población de Utqiagvik era 4927 en el censo de 2020, un aumento de 4212 con respecto al de 2010. Es la duodécima ciudad más poblada de Alaska. Es el asentamiento más septentrional de América continental y está hermanada con la ciudad argentina de Ushuaia y la chilena de Puerto Williams.

## Nombre

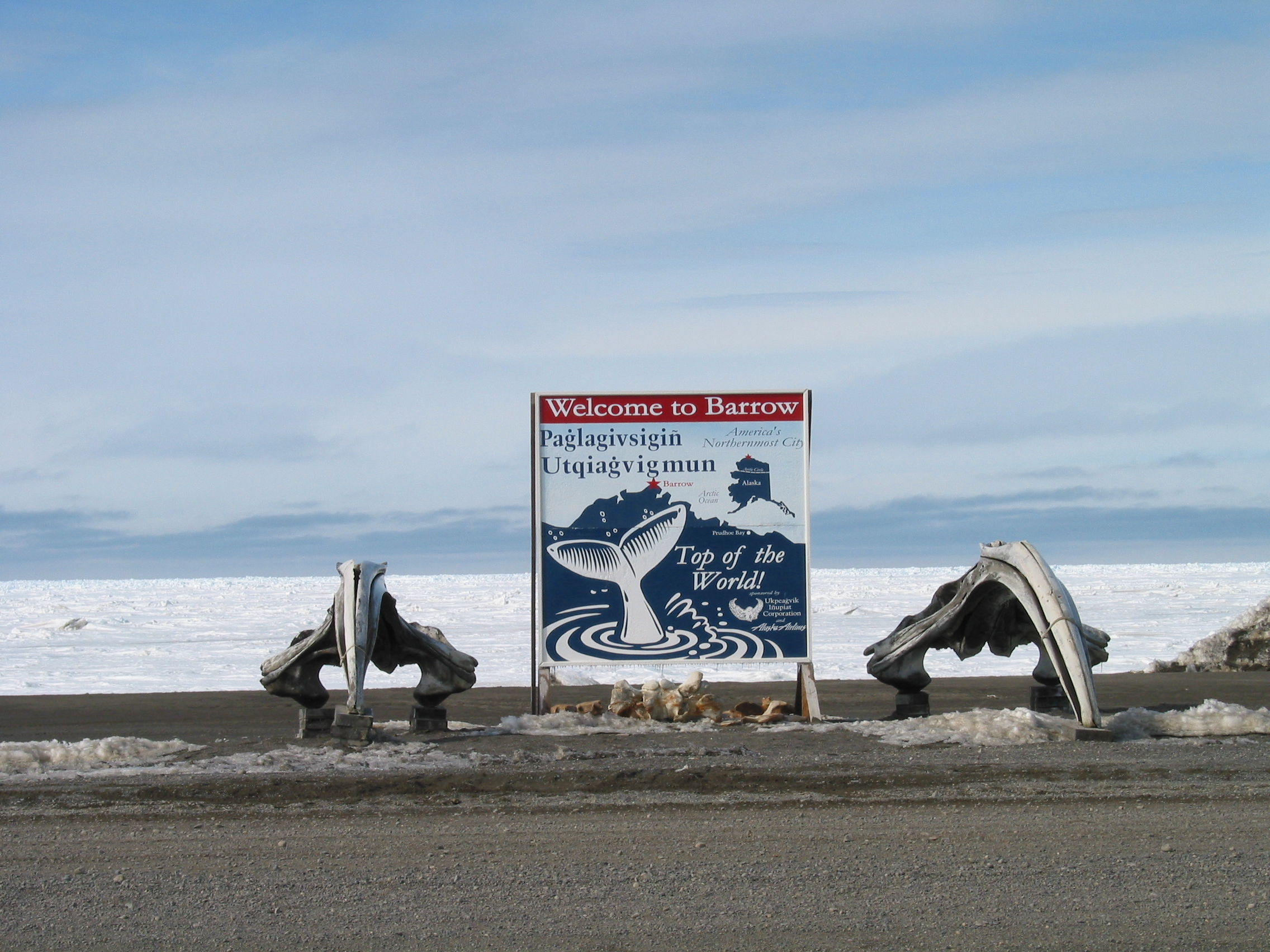
En inglés: Bienvenidos a Barrow; y, en iñupiaq: Paġlagivsigiñ Utqiaġvigmun (2004).

En el lugar vivieron los iñupiat, un pueblo inuit, durante más de 1500 años. El nombre iñupiaq de la ciudad hace referencia a un lugar de recolección de raíces silvestres. Deriva de la expresión iñupiat utqiq, utilizada también para la «papa esquimal» (Claytonia tuberosa). El nombre fue registrado por primera vez por exploradores europeos en 1853 como «Ot-ki-a-wing» por el comandante Rochfort Maguire, un oficial irlandés de la Royal Navy. El mapa nativo de John Simpson, fechado en 1855, tiene el nombre «Otkiawik», que luego fue mal impreso en una carta del Almirantazgo británico como «Otkiovik».
El nombre anterior Barrow deriva de Point Barrow y originalmente era una designación general, porque a los residentes no nativos de Alaska les resultaba más fácil de pronunciar que el nombre inupiat. Point Barrow recibió el nombre de Sir John Barrow del Almirantazgo británico por el explorador Frederick William Beechey en 1825. En 1901 se estableció una oficina de correos que ayudó a que el nombre «Barrow» se volviera dominante.
En un referéndum celebrado el 4 de octubre de 2016, los votantes de la ciudad aprobaron por estrecho margen cambiar su nombre a Utqiaġvik, cambio que se hizo oficial el 1 de diciembre de dicho año. El miembro del Concejo municipal Qaiyaan Harcharek dijo que el cambio de nombre apoya el uso de la lengua iñupiaq y forma parte de un proceso de descolonización.
Otro nombre iñupiaq registrado es «Ukpiaġvik» (IPA: [ukpi.ɑʁvik]), que proviene de ukpik ‘búho nival’, y se traduce como ‘el lugar donde se cazan los búhos nivales’. La Ukpeaġvik Iñupiat Corporation adoptó una ortografía que es una variante de este nombre cuando se fundó en 1973.

## Historia

### Prehistoria hasta elsigloXX

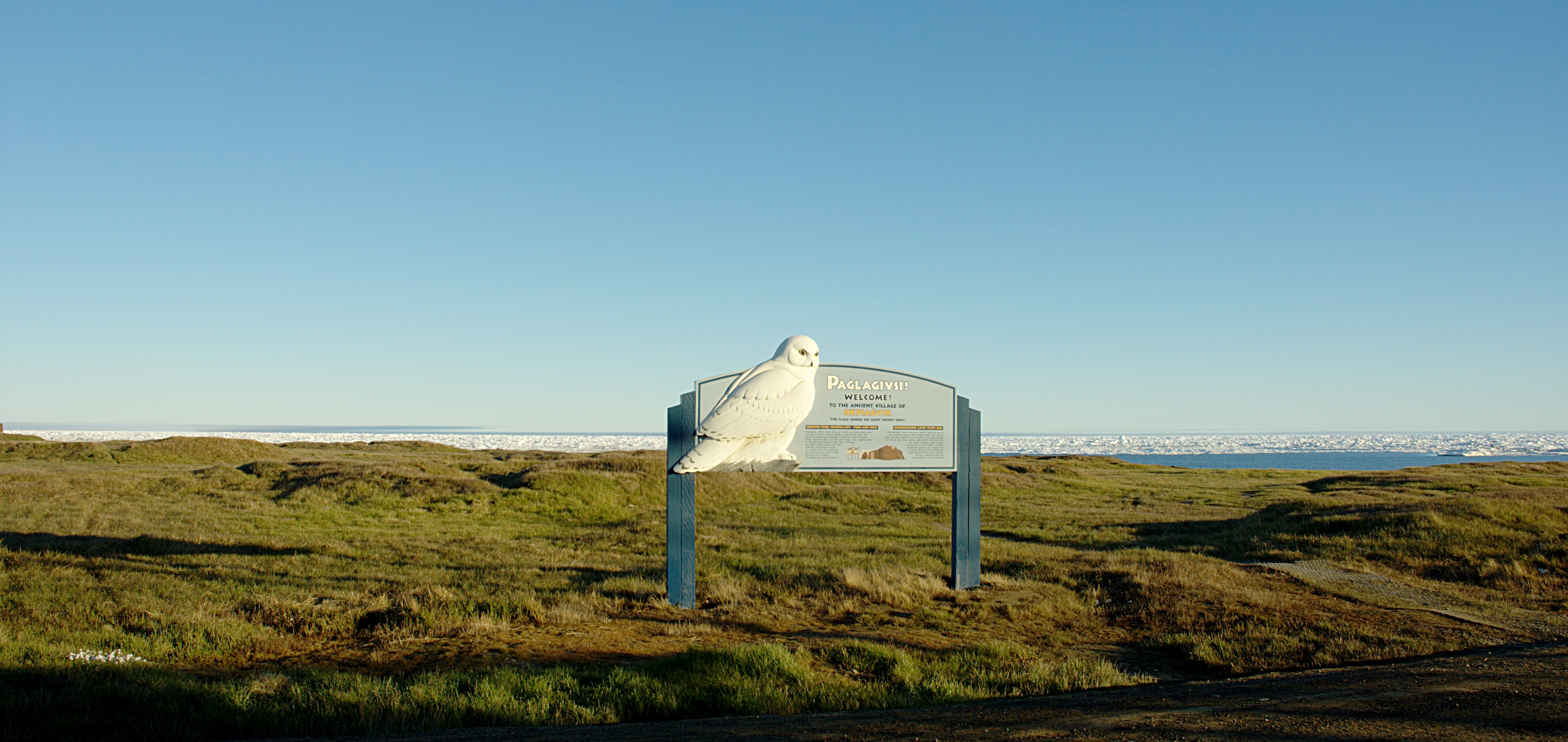
Restos de una casa de césped en Utqiagvik

Los sitios arqueológicos de la zona indican que los iñupiat vivieron alrededor de Utqiagvik ya en el año 500 d. C. En la costa del océano Ártico se pueden ver restos de 16 montículos de tierra de la cultura Birnirk de aproximadamente 800 años. Ubicados en una ligera elevación por encima de la marca del nivel del agua, corren el riesgo de perderse debido a la erosión.
Bill Streever, que preside el Panel Asesor Técnico Científico de la Iniciativa Científica de North Slope, escribió en su libro de 2009 Cold: Adventures in the World's Frozen Places:

Barrow, como la mayoría de las comunidades de Alaska, parece temporal, como un asentamiento pionero. No lo es. Barrow se encuentra entre los asentamientos permanentes más antiguos de los Estados Unidos. Cientos de años antes de que aparecieran los exploradores europeos del Ártico... Barrow estaba más o menos donde está ahora, un lugar de caza natural en la base de una península que se adentra en el mar de Beaufort... Los balleneros yanquis navegaban aquí, aprendiendo sobre la ballena de Groenlandia de los cazadores iñupiat... Posteriormente, llegaron los militares, instalaron una estación de radar y en 1947 se fundó un centro científico en Barrow.

Oficiales de la Royal Navy británica llegaron a la zona para explorar y mapear la costa ártica de América del Norte. Estados Unidos adquirió Alaska en 1867. El ejército de los Estados Unidos estableció una estación de investigación meteorológica y magnética en Utqiagvik en 1881.
En 1888, los misioneros estadounidenses construyeron una iglesia presbiteriana en Utqiagvik. La iglesia todavía está en uso hoy. En 1889 se construyó una estación de rescate y suministro de ballenas. Es el edificio con estructura de madera más antiguo de Utqiagvik y figura en el Registro Nacional de Lugares Históricos. La estación de rescate se convirtió para su uso en 1896 como estación comercial y ballenera de Cape Smythe. A finales del siglo XX, el edificio se utilizó como Brower's Café.

### SigloXXhasta la actualidad

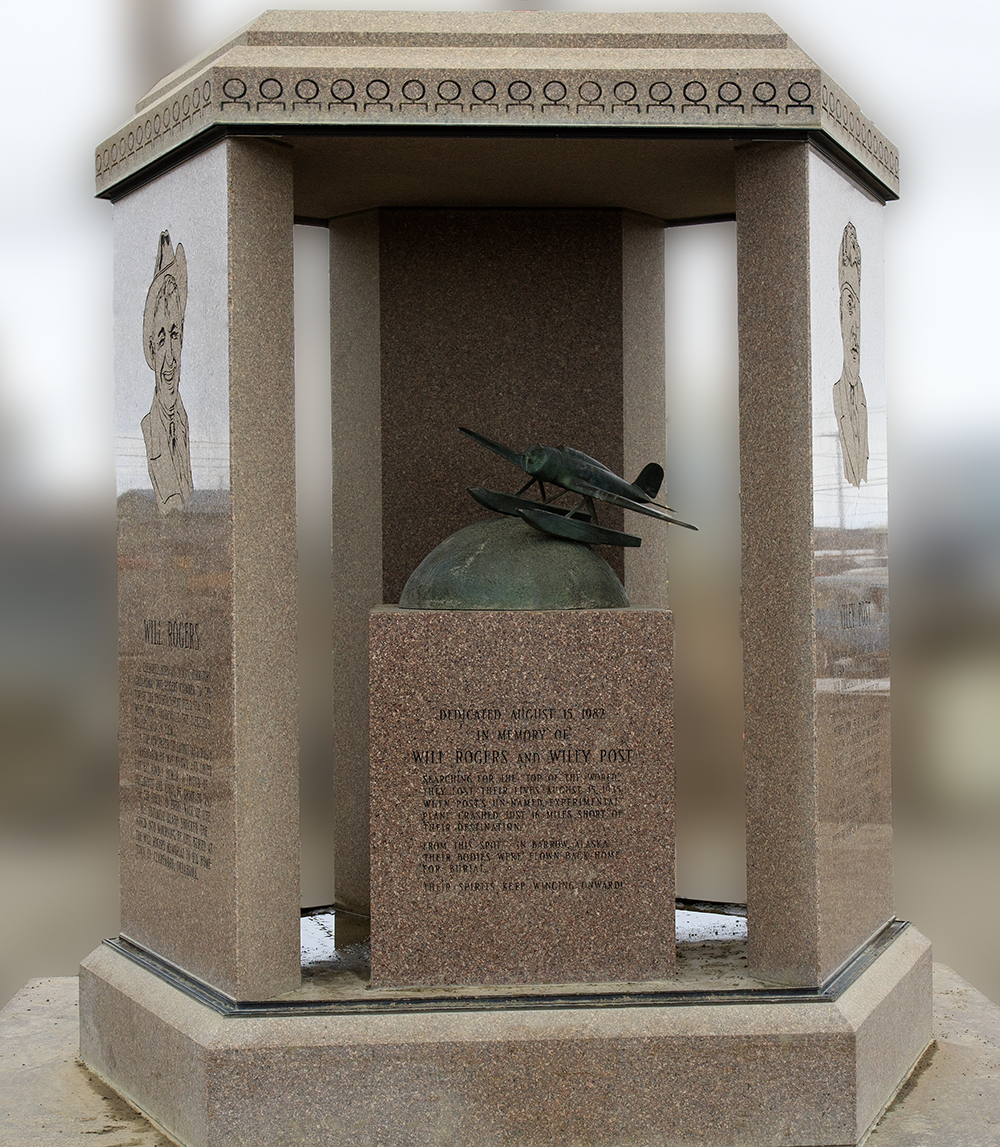
Monumento a Will Rogers-Wiley Post

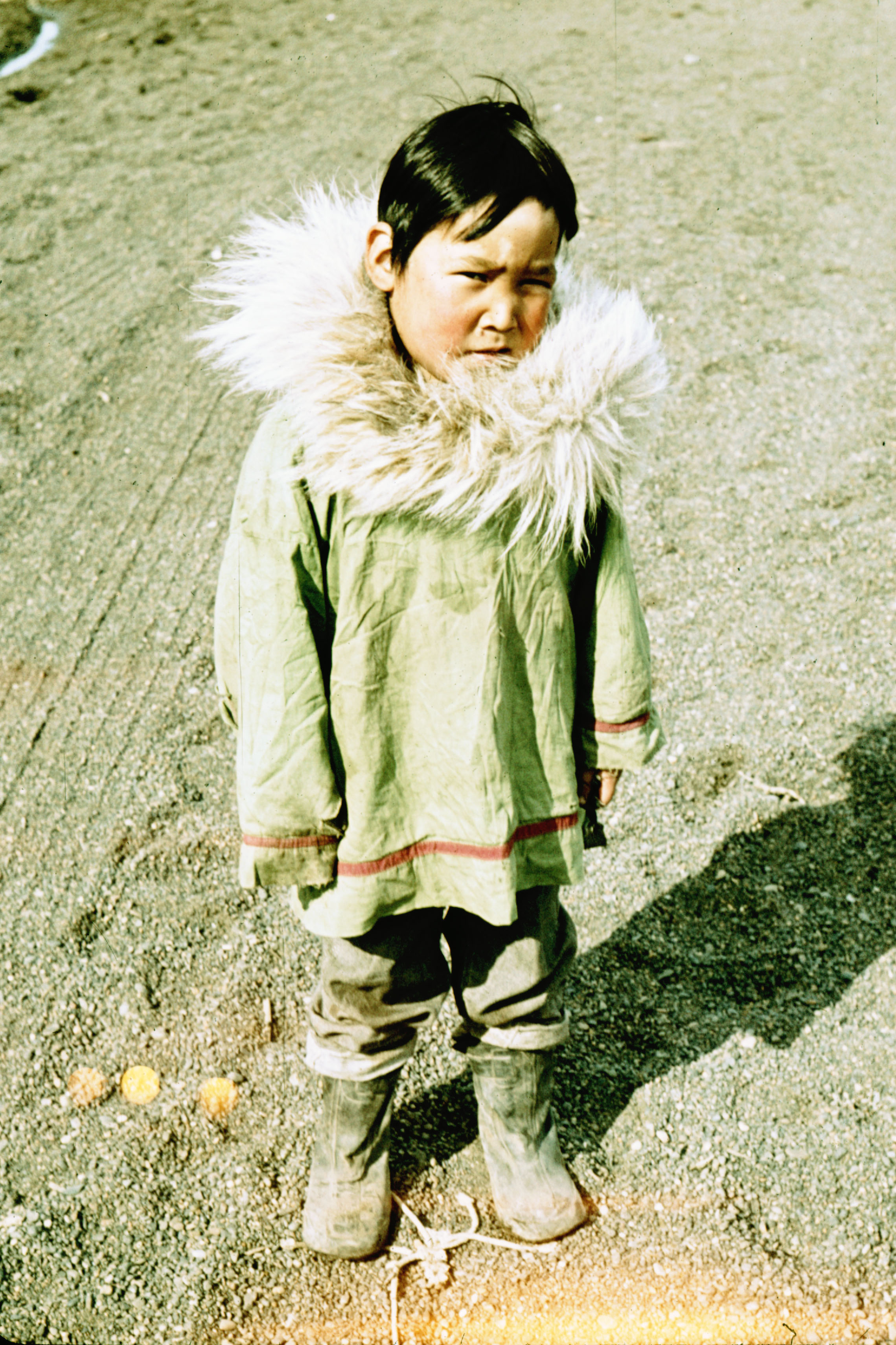
Niño iñupiat en Point Barrow alrededor de la década de 1960

En 1901 se abrió una oficina de correos de los Estados Unidos.
En 1935, el famoso humorista Will Rogers y el piloto Wiley Post hicieron una parada no planificada en la bahía de Walakpa, a 24 km al sur de Utqiagvik, de camino a la ciudad. Cuando despegaron de nuevo, su avión se caló y se hundió en un río, matándolos a ambos. Se han erigido dos monumentos en el lugar que ahora se llama Sitio Rogers-Post. Otro monumento se encuentra en Utqiagvik, donde el aeropuerto pasó a llamarse aeropuerto Wiley Post-Will Rogers Memorial en su honor.
En 1940, los indígenas iñupiat se organizaron como el Gobierno Tradicional de la Aldea Nativa de Barrow Iñupiat (anteriormente, Pueblo Nativo de Barrow), que es una «entidad tribal» iñupiat nativa de Alaska reconocida a nivel federal, según la lista de la Oficina de Asuntos Indígenas de EE. UU. alrededor de 2003. Escribieron una constitución y unos estatutos, conforme a las disposiciones de la Ley de Reorganización India (IRA) de 1934. También se creó una corporación IRA.
Utqiagvik se incorporó como ciudad de primera clase con el nombre de Barrow en 1958. En 1965 se trajeron tuberías de gas natural a la ciudad, eliminando las fuentes de calefacción tradicionales, como la grasa de ballena.
El Barrow Duck-In fue un evento de desobediencia civil que ocurrió en la primavera de 1961.
Los residentes de North Slope fueron los únicos nativos que votaron sobre la aceptación de la Ley de Resolución de Reclamaciones de Nativos de Alaska; lo rechazaron. La ley fue aprobada en diciembre de 1971 y, a pesar de su oposición, se convirtió en ley. La Corporación Ukpeaġvik Iñupiat es la corporación rural con fines de lucro establecida en virtud de la ley.
En 1972, se estableció el distrito de North Slope. El municipio ha construido instalaciones sanitarias, servicios de agua y electricidad, carreteras y departamentos de bomberos, y ha establecido servicios de salud y educación en Utqiagvik y las aldeas de North Slope con millones de dólares en nuevos ingresos del asentamiento y, posteriormente, ingresos petroleros.
En 1986, el municipio de North Slope creó el Centro de Educación Superior de North Slope. Renombrado Iḷisaġvik College, es una universidad acreditada de dos años que brinda educación basada en la cultura iñupiat y las necesidades del distrito de North Slope.
La biblioteca del Consorcio Tuzzy, en el Centro del Patrimonio Iñupiat, sirve a las comunidades del distrito de North Slope y funciona como biblioteca académica del Iḷisaġvik College. La biblioteca lleva el nombre de Evelyn Tuzroyluk Higbee, una líder importante de la comunidad.

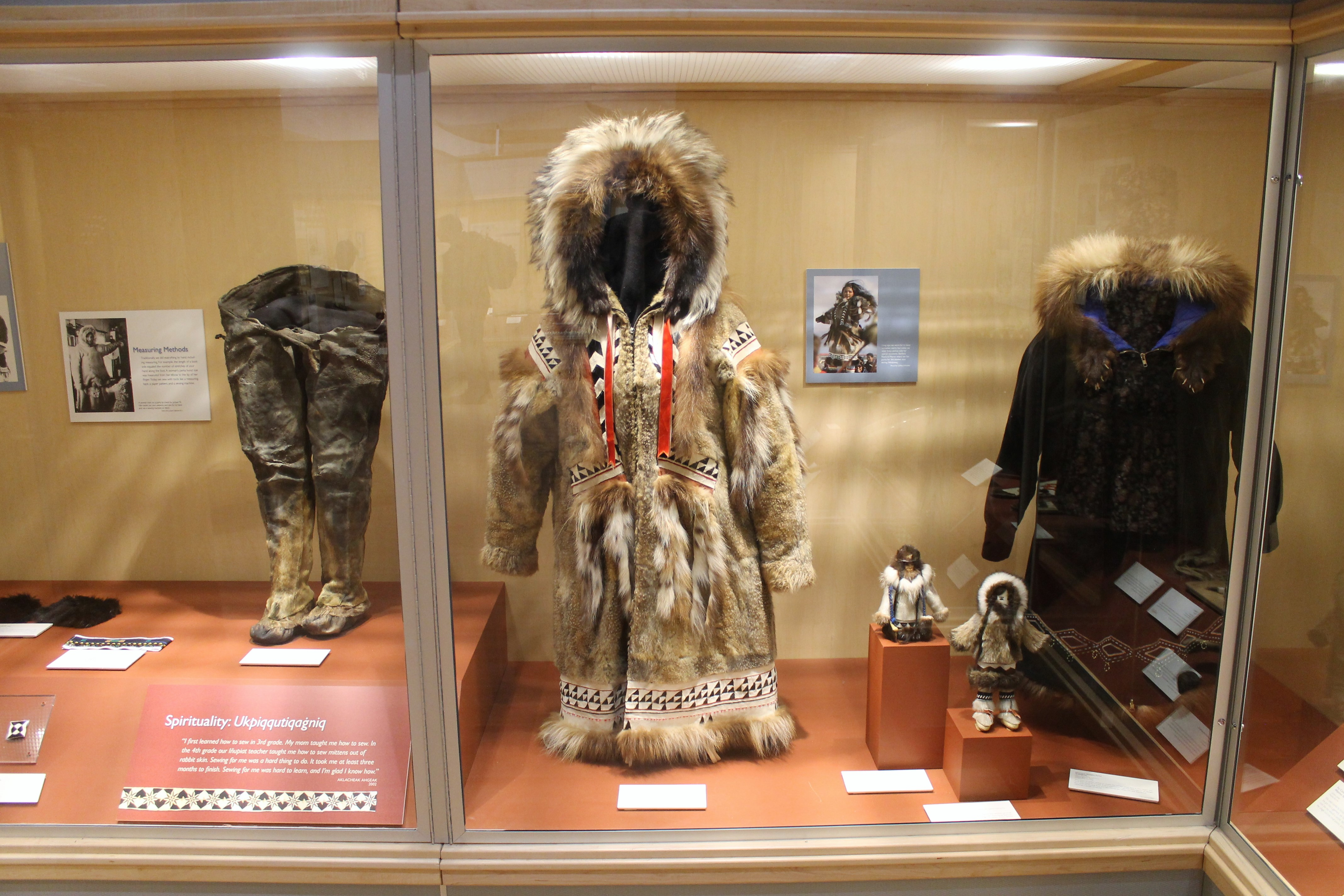
Ropa tradicional en el Centro del Patrimonio Iñupiat en Utqiagvik

Utqiagvik, como muchas comunidades de Alaska, ha promulgado una ley «húmeda» que prohíbe la venta de bebidas alcohólicas. Permite la importación, posesión y consumo de dichas bebidas.
En 1988, Utqiagvik se convirtió en el centro de atención de los medios de comunicación de todo el mundo cuando tres ballenas grises de California quedaron atrapadas en el hielo de la costa. Después de un esfuerzo de rescate de dos semanas (Operación Breakthrough), un rompehielos soviético liberó a dos de las ballenas. El periodista Tom Rose detalla el rescate y el frenesí mediático que lo acompañó, en su libro de 1989 Freeing The Whales. La película Big Miracle está basada en el rescate y se estrenó el 3 de febrero de 2012.

## Geografía
Barrow está ubicada en las coordenadas 71°18′1″N 156°44′9″O / 71.30028, -156.73583 (71.300371, -156.735840) y tiene un área total de 55 km², de los cuales 48 km² son tierra firme y 7 km² (un 14 % del total) son agua.
Utqiagvik está aproximadamente a 2100 km (1300 millas) al sur del Polo Norte. Solo el 2,6 % de la superficie de la Tierra se encuentra tan o más lejos del ecuador que Utqiagvik.
Según la Oficina del Censo de Estados Unidos, la ciudad tiene una superficie total de 54 km² (21 millas cuadradas), de las cuales 7,8 km² (3 millas cuadradas) están cubiertas por agua (14 % del área total). El tipo de terreno predominante en Utqiagvik es la tundra, que se forma sobre una capa de permafrost de hasta 400 m (1300 pies) de profundidad.
Utqiagvik está rodeado por la Reserva Nacional de Petróleo de Alaska.
La ciudad de Utqiagvik tiene tres secciones, que se pueden clasificar en sur, central y norte. Los residentes los conocen como Utqiagvik, Browerville y NARL, respectivamente.
- La sección más al sur, conocida históricamente como el «lado de Barrow», es la más antigua y la segunda más grande de las tres; sirve como centro de la ciudad. Esta área incluye el aeropuerto Wiley Post-Will Rogers Memorial, la escuela secundaria Barrow, el distrito escolar de North Slope Borough y la escuela primaria Fred Ipalook, así como restaurantes, hoteles, la estación de policía, el ayuntamiento de Utqiagvik, un banco Wells Fargo y numerosos casas.
- La sección central es la más grande de las tres y se llama Browerville. Esta ha sido tradicionalmente una zona residencial de la ciudad de Utqiagvik, pero en los últimos años, muchas empresas han abierto o se han trasladado a esta zona. Browerville está separada de la sección sur por una serie de lagunas, con dos caminos de tierra conectados. Esta área además de las casas incluye la biblioteca Tuzzy Consortium, la Oficina de Correos de EE. UU., la Escuela Secundaria Eben Hopson, el Hospital Memorial Samuel Simmonds, el Centro del Patrimonio Iñupiat, dos tiendas de comestibles, un hotel y dos restaurantes.
- La sección norte es la más pequeña y aislada de las tres secciones, conocida por los residentes como NARL porque originalmente era el sitio del Laboratorio de Investigación Naval del Ártico. Está conectado con la sección central sólo por Stevenson Street, que es un camino de tierra de dos carriles. Las instalaciones de NARL fueron transferidas por el gobierno federal al distrito de North Slope, que las adaptó para su uso como Iḷisaġvik College. Esta área también incluye una pequeña estación de radiodifusión, dirigida por estudiantes universitarios.

Un antiguo cráter de 8 km de tamaño, Avak, está situado cerca de Utqiagvik.

## Clima

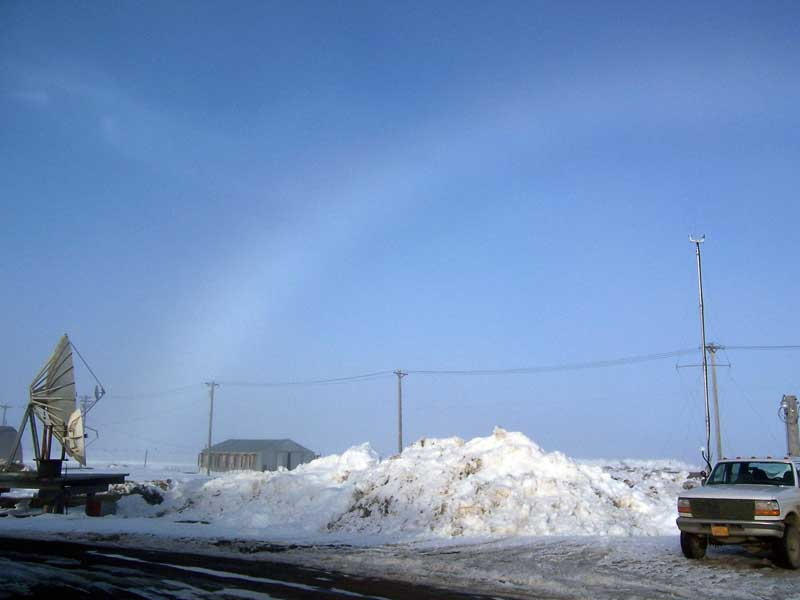
Probable arco de niebla en Utqiagvik

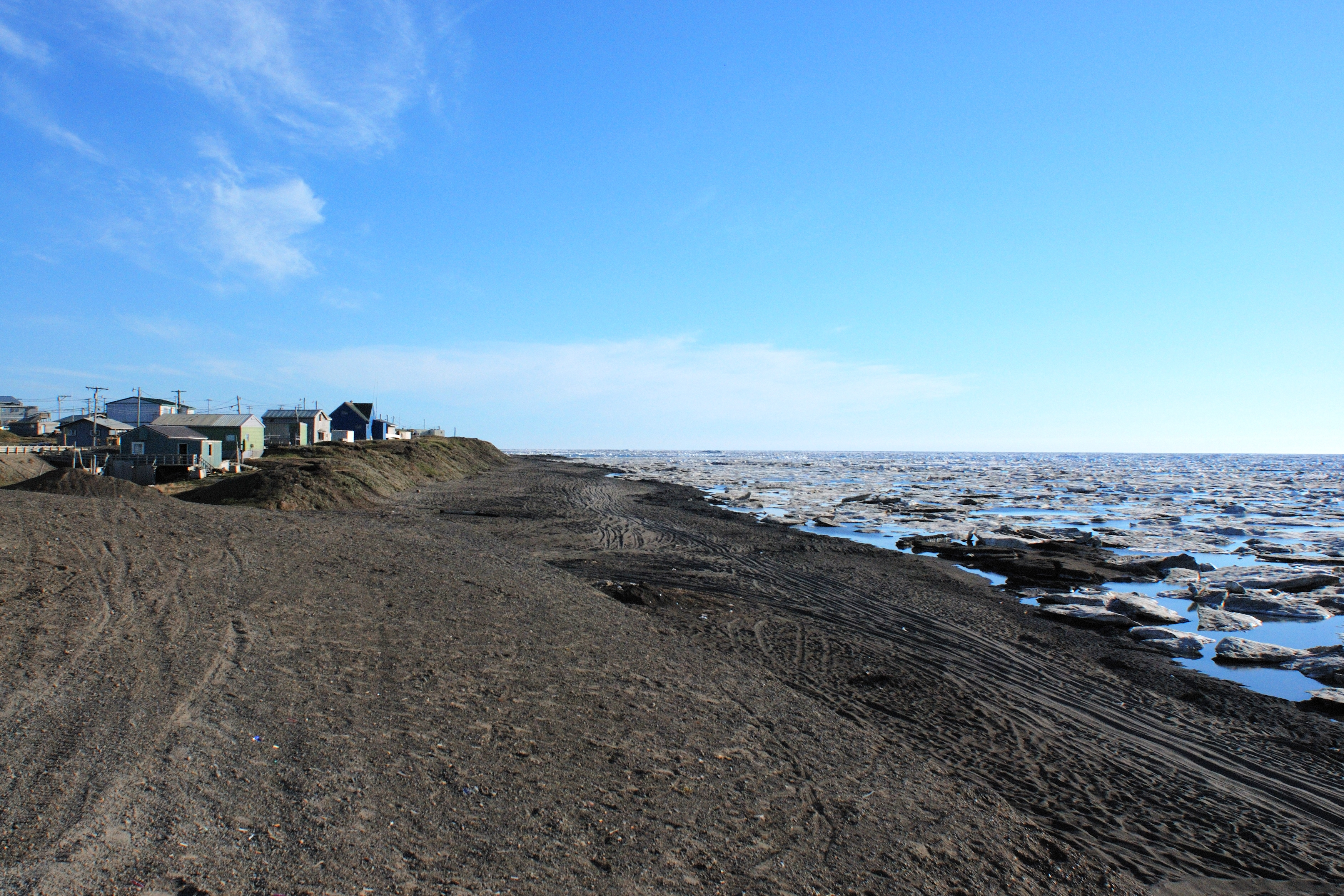
Casas a lo largo del océano Ártico en Utqiagvik

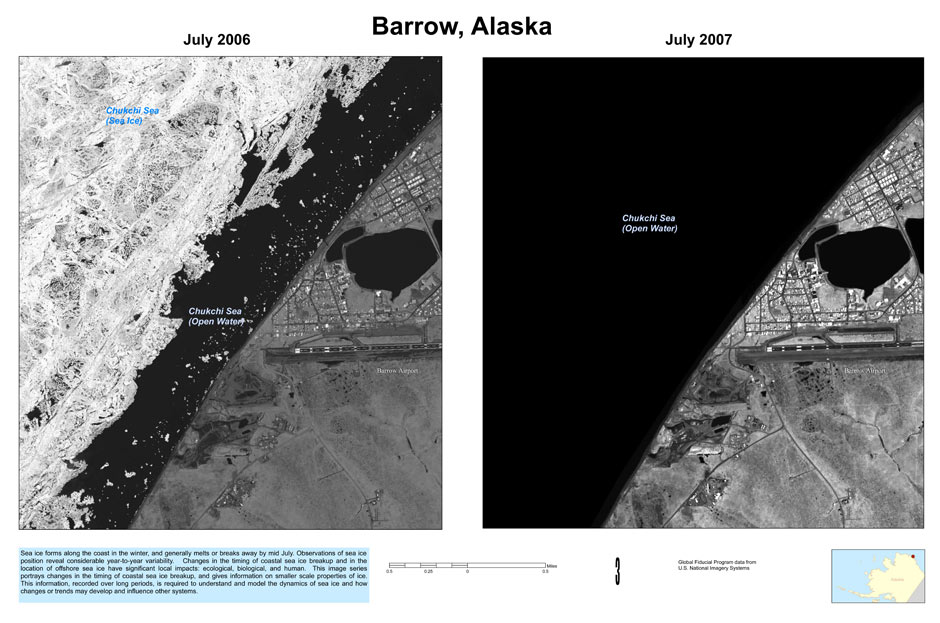
Hielo marino de Utqiagvik, julio de 2006, 2007.

Barrow posee un clima subártico, caracterizado por inviernos muy largos y fríos (de octubre a abril), con temperaturas que oscilan entre los −5 °C y −22 °C. El agua del Ártico, en cuyas costas se encuentra, se congela de noviembre a marzo, lo cual impide el ingreso de embarcaciones, por lo que la ciudad debe abastecerse con antelación en los meses de verano, cuando el océano se deshiela. Los veranos son muy suaves y en ocasiones fríos, con temperaturas que van desde los 0 °C en la noche hasta los 11 °C en la tarde.
Debido a su ubicación a 530 km al norte del círculo polar ártico, el clima de Utqiagvik es frío y seco, clasificado como clima de tundra (Köppen ET). El clima invernal puede ser extremadamente peligroso debido a la combinación de frío y viento, mientras que los veranos son frescos incluso en sus momentos más cálidos. Hay observaciones meteorológicas disponibles para Utqiagvik que se remontan a finales del siglo XIX. El Laboratorio de Monitoreo del Clima de la Administración Nacional Oceánica y Atmosférica opera en Utqiagvik. El Departamento de Energía de los Estados Unidos tiene un sitio de observación del clima en Utqiagvik como parte de su Centro de Investigación del Clima de Medición de la Radiación Atmosférica.
A pesar de su ubicación en el extremo norte, las temperaturas en Utqiagvik son moderadas por la topografía circundante. El océano Ártico está en tres lados y la tundra plana se extiende unos 320 km (200 millas) al sur. No existen barreras contra el viento ni valles protegidos donde el aire frío y denso pueda asentarse o formar inversiones de temperatura en la atmósfera inferior, como suele ocurrir en el interior entre las cordilleras de Brooks y Alaska.
Utqiagvik tiene las temperaturas promedio más bajas de las ciudades de Alaska. Aunque Utqiagvik rara vez registra las temperaturas más bajas en todo el estado durante las olas de frío, la sensación térmica extremadamente baja y las condiciones de «blanqueo» por el viento de nieve son muy comunes. Las temperaturas permanecen bajo cero desde principios de octubre hasta finales de mayo y por debajo de 0 °F (−18 °C) de diciembre a marzo.
La temperatura alta alcanza o supera el punto de congelación en un promedio de solo 136 días al año, y 92 días tienen un máximo de 0 °F (−18 °C) o menos. Las temperaturas bajo cero y las nevadas pueden ocurrir durante cualquier mes del año.
En cuanto a las precipitaciones, Utqiagvik tiene un clima desértico y un promedio de menos de 150 mm (6 pulgadas) de «lluvia equivalente» por año. Se estima que una pulgada de lluvia tiene un contenido de agua equivalente al de 12 pulgadas (30 cm) de nieve. Según los valores normales de 1981-2010, esto incluye 37 pulgadas (94 cm) de nieve, en comparación con 99 pulgadas (250 cm) para Kuujjuaq en Nunavik, Quebec o 87 pulgadas (220 cm) y 69 pulgadas (180 cm) para Juneau y Kodiak, Alaska, mucho más cálidos, respectivamente. Incluso la isla Sable, a unos 44 grados de latitud y bajo la influencia de la Corriente del Golfo., recibió 110 cm (44 pulgadas), o un 20 % más de nieve que Utqiagvik. Las nevadas en Utqiagvik han aumentado en los últimos años, con una nevada promedio anual de 46 pulgadas (120 cm) según las temperaturas normales más recientes de 1991 a 2020.
La primera nevada (definida como nieve que no se derretirá hasta la próxima primavera) generalmente cae durante la primera semana de octubre, cuando las temperaturas dejan de superar el punto de congelación durante el día. Octubre suele ser el mes con las nevadas más intensas, con cantidades mensurables en más de la mitad de los días y una acumulación total normal entre 1991 y 2020 de 26 cm (10,3 pulgadas). A finales de octubre, la cantidad de luz solar es de unas 6 horas.
Cuando el sol se ponga el 18 de noviembre permanecerá bajo el horizonte hasta el 23 de enero, lo que dará como resultado una noche polar que durará unos 66 días. Cuando comienza la noche polar, se producen aproximadamente 6 horas de crepúsculo civil, y la cantidad disminuye cada día durante la primera mitad de la noche polar. En el solsticio de invierno (alrededor del 21 o 22 de diciembre), el crepúsculo civil en Utqiagvik dura apenas 3 horas. Después de esto, la cantidad de crepúsculo civil aumenta cada día hasta alrededor de 6 horas al final de la noche polar.
El clima muy frío suele comenzar en enero, y febrero es generalmente el mes más frío, con un promedio de −11,9 °F (−24,4 °C). El 1 de marzo, el sol sale durante 9 horas y las temperaturas comienzan a subir, aunque los vientos suelen ser más fuertes. A partir del 23 de marzo, ya no ocurre la noche (la fase del día), solo hay luz del día y crepúsculo hasta el comienzo del sol de medianoche en mayo. Esto también es cierto desde el final del sol de medianoche a principios de agosto hasta el 22 de septiembre. Abril trae temperaturas menos extremas, con un promedio de 4,0 °F (−15,6 °C), y el 1 de abril, el sol sale durante más de 14 horas. El 1 de mayo, el sol sale durante 19 horas, y el 10 u 11 de mayo (dependiendo de la relación del año con el año bisiesto más cercano) el sol permanecerá sobre el horizonte durante todo el día. Este fenómeno se conoce como sol de medianoche.. El sol no se pone durante 83 días, hasta el 1 o 2 de agosto (nuevamente dependiendo de la relación del año con el año bisiesto más cercano). En mayo, las temperaturas son mucho más cálidas, con un promedio de 22,7 °F (−5,2 °C). El 6 de junio, la temperatura media diaria sube por encima del punto de congelación y la temperatura media diaria normal permanece por encima del punto de congelación hasta el 21 de septiembre.

Diagrama climático de Utqiagvik

Julio es el mes más cálido del año, con una temperatura media normal de 41,7 °F (5,4 °C). A partir de mediados de julio, el océano Ártico está relativamente libre de hielo y permanece así hasta finales de octubre. La temperatura más alta registrada en Utqiagvik fue de 79 °F (26 °C) el 13 de julio de 1993, mientras que la más baja es de −56 °F (−49 °C) el 3 de febrero de 1924; el mínimo más alto es 56 °F (13 °C) el 5 de agosto de 2023, mientras que el máximo más bajo es −47 °F (−44 °C) el 3 de enero de 1975. En promedio Durante el período de referencia de 1991 a 2020, el máximo invernal más frío fue de −29 °F (−34 °C) y el mínimo más cálido en verano fue de 47 °F (8 °C). Utqiagvik registra un promedio de 26 días al año en los que la temperatura máxima alcanza al menos 50 °F (10 °C). Las temperaturas superiores a 16 °C (60 °F) son raras, pero se han registrado en la mayoría de los años. Incluso en julio y agosto, la temperatura mínima cae hasta o por debajo de la marca de congelación en un promedio de 18 días.
Además de sus bajas temperaturas y su noche polar, Utqiagvik es uno de los lugares más nublados de la Tierra. Debido a los vientos predominantes del este en el océano Ártico, algo más del 50 % del año está completamente nublado. Está nublado al menos en un 70 % aproximadamente el 62 % del tiempo. Los tipos de nubes son principalmente estratos bajos y niebla; las formas de cúmulos son raras. La nubosidad máxima se produce en agosto y septiembre, cuando el océano está libre de hielo. Hay niebla densa una media de 65 días al año, principalmente en los meses de verano. La niebla helada es muy común durante los meses de invierno, especialmente cuando la temperatura desciende por debajo de −30 °F (−34 °C).
La variación de la velocidad del viento durante el año es limitada, siendo los días de otoño los más ventosos. Todos los meses se han registrado vientos extremos de 40 a 60 mph (64 a 97 km/h). Los vientos promedian 12 mph (19 km/h) y suelen ser del este.

### Consecuencias del calentamiento global
La región ártica se está calentando tres veces el promedio global, forzando importantes ajustes en la vida en la vertiente norte con respecto a un milenio anterior de prácticas de caza y caza de ballenas, así como de habitación. El hielo marino más delgado pone en peligro el aterrizaje de ballenas de Groenlandia en el hielo marino por parte de los balleneros en primavera. El hábitat del caribú también se ve afectado, mientras que el deshielo del suelo amenaza las viviendas y las estructuras municipales y comerciales. La infraestructura de la ciudad, en particular el agua, el saneamiento, la energía y la estabilidad de las carreteras, está en peligro. La costa se está erosionando rápidamente y ha estado invadiendo edificios durante décadas. Según el Dr. Harold Wanless de la Universidad de Miami, un aumento previsto del nivel del mar y el consiguiente calentamiento global es inevitable, lo que significa que la existencia de Utqiagvik en su ubicación actual está condenada al fracaso en un plazo geológico relativamente corto. Los datos suavizados de la NOAA muestran que Utqiagvik se ha calentado más de 11 °F (6,1 °C) desde 1976. El 5 de diciembre de 2022, Utqiagvik rompió su récord anterior de temperatura invernal más cálida, alcanzando 40 °F (4 °C).

## Economía
Barrow es el centro económico del borough de North Slope y sede de la Arctic Slope Regional Corporation, una de las 13 empresas indígenas creadas por la Ley de Resolución de Reclamos Nativos de Alaska (Alaska Native Claims Settlement Act o ANCSA) de 1971, la cual posee unos 11 000 accionistas de origen esquimal.
Numerosas empresas prestan servicios de apoyo a las operaciones de campos petroleros.
Las agencias estatales y federales también proporcionan empleo.
El sol de medianoche es una de sus principales atracciones turísticas.
Muchos residentes dependen de la caza y la pesca para su subsistencia. En la zona se encuentran ballenas, focas, osos polares, morsas, aves acuáticas, caribúes y peces que capturan de los ríos de la costa y en lagos.
Utqiagvik es el centro económico del distrito de North Slope, el principal empleador de la ciudad. Muchas empresas brindan servicios de apoyo a las operaciones de campos petroleros. Las agencias estatales y federales son empleadores. El sol de medianoche ha atraído el turismo y las artes y artesanías proporcionan algunos ingresos en efectivo. Como el transporte de alimentos a la ciudad es muy caro, muchos residentes siguen dependiendo de fuentes de alimentos de subsistencia. Ballenas, focas, osos polares, morsas, aves acuáticas, caribúes y peces se capturan en la costa o en ríos y lagos cercanos. Utqiagvik es la sede de la Corporación Regional de la Vertiente Ártica., una de las corporaciones de nativos de Alaska creadas tras la Ley de Resolución de Reclamaciones de Nativos de Alaska en 1971 para gestionar los ingresos e invertir en el desarrollo de su gente en la región.

## Demografía

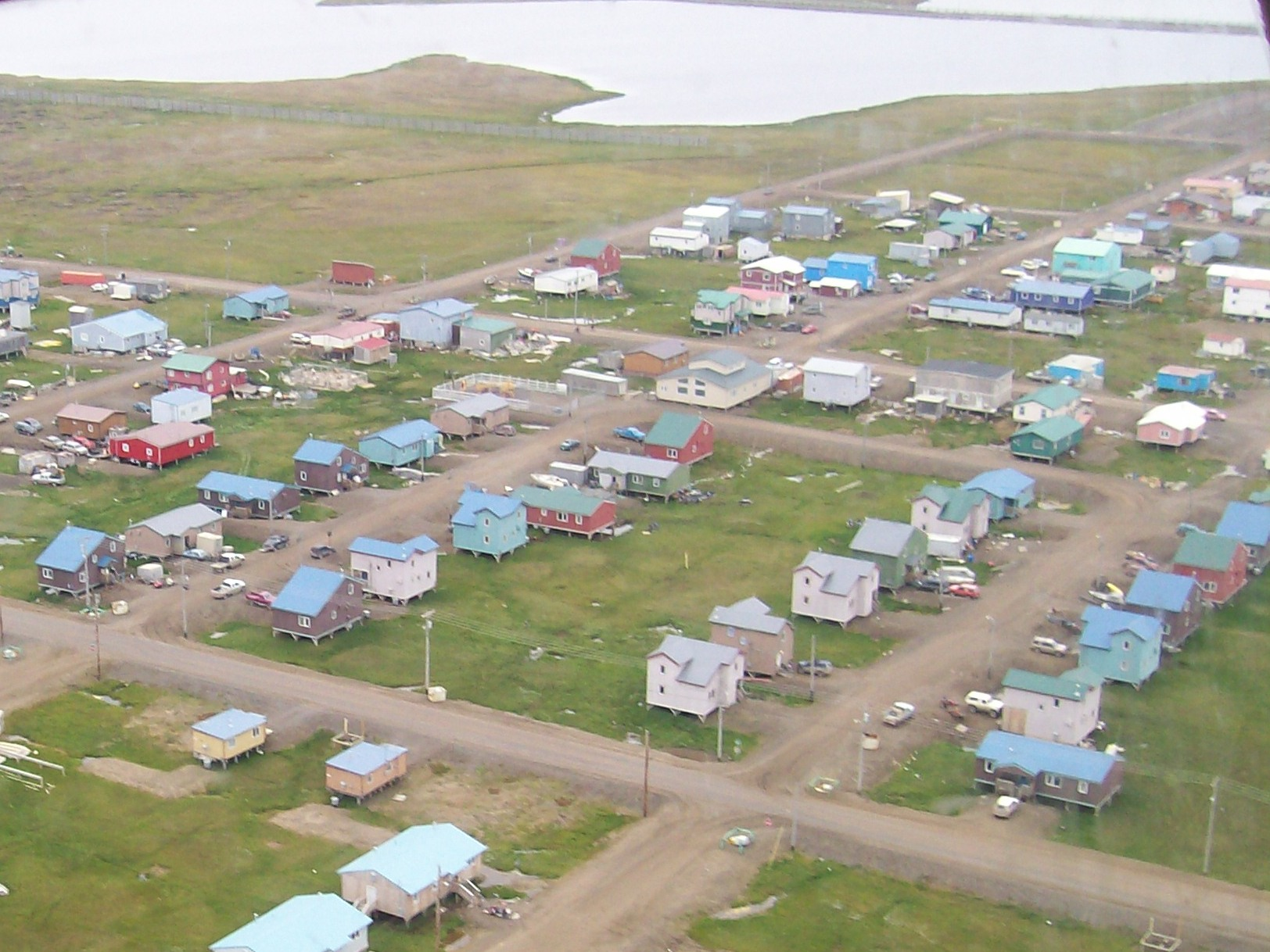
Viviendas construidas sobre pilotes

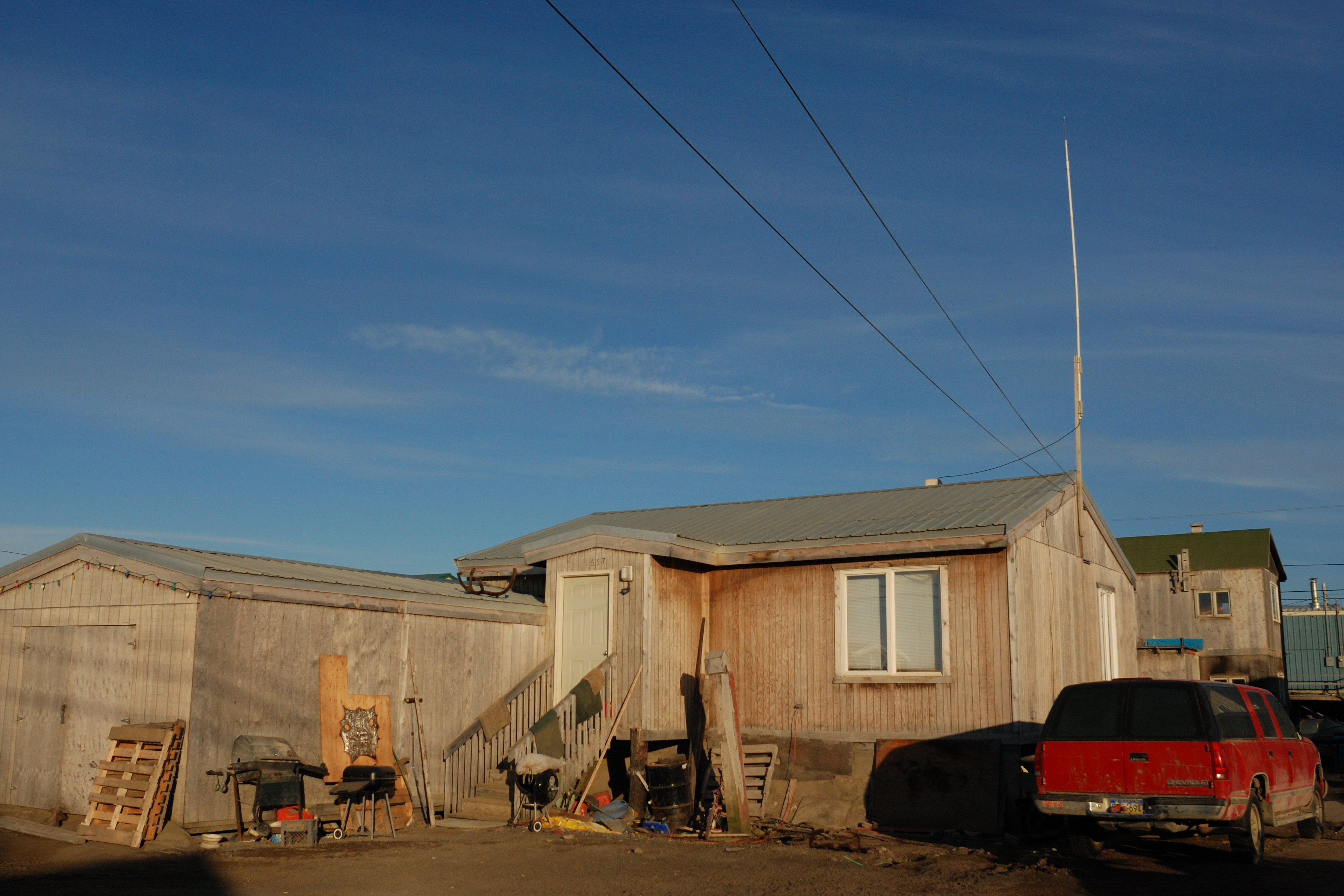
Una casa típica en Utqiagvik

La ciudad apareció por primera vez en los registros del censo de Estados Unidos de 1880 como la aldea inuit no incorporada de «Ootiwakh». Los 225 residentes eran inuit. En 1890, la comunidad y el área fueron devueltas como los «Asentamientos del Cabo Smythe», que incluían el refugio y las estaciones balleneras, las aldeas de Pengnok, Utkeavie, el río Kugaru (Inaru), otros cuatro campamentos y el vapor ballenero Balaena. De los 246 residentes, 189 eran nativos, 46 eran blancos, uno era asiático y 10 eran de otras razas. Esto no incluía la cercana Point Barrow, que era una comunidad separada. En 1900, volvió a aparecer como «Asentamientos del Cabo Smythe». En 1910, se informó por primera vez como Barrow y en todos los censos sucesivos hasta 2010. Se incorporó formalmente en 1959. El nombre nativo de Utqiagvik se adoptó en 2016 y apareció en el censo de 2020.
Según el censo de Estados Unidos de 2010, en la ciudad vivían 4212 personas. La composición racial de la ciudad era la siguiente: nativos de Alaska (60,5 %), blancos (16,2 %), africanos (0,9 %), asiáticos (8,9 %), isleños del Pacífico (2,3 %) y personas de dos o más razas (8,1 %). El 3,1 % eran hispanos o latinos de cualquier raza.
Según el censo del 2000, había 4683 personas, 1399 hogares y 976 familias viviendo en la ciudad. La densidad de población era de 249,0 habitantes por milla cuadrada (96,1 por kilómetro cuadrado). Había 1620 unidades de vivienda con una densidad promedio de 88,1 por milla cuadrada (34,0 por kilómetro cuadrado). La composición racial de la ciudad había variado ligeramente: nativos de Alaska (57,2 %), blancos (21,8 %), asiáticos (9,4 %), afroamericanos (1,0 %), isleños del Pacífico (1,4 %), personas de otras razas (0,7 %) y personas de dos o más razas (8,5 %). Los hispanos de cualquier raza eran el 3,3 % de la población.
De los 1399 hogares, el 56,5 % tenía hijos menores de 18 años que vivían con ellos, el 45,2 % eran parejas casadas que vivían juntas, el 14,8 % tenía una cabeza de familia sin marido presente y el 28,0 % no eran familias; El 23,0 % de todos los hogares estaban formados por personas individuales y el 1,8 % tenía alguien que vivía solo y tenía 65 años o más. El tamaño medio del hogar era de 3,35 personas, y el tamaño medio de la familia era de 4,8 personas.
En Utqiagvik, la distribución por edades fue 27,7 % menores de 18 años, 13,3 % de 18 a 24, 31,6 % de 25 a 44, 19,4 % de 45 a 64 y 3,4 % de 65 años o más. La mediana de edad fue 29 años. Por cada 100 mujeres había 107,1 hombres. Por cada 100 mujeres de 18 años y más, había 109,5 hombres.
El ingreso medio de un hogar en la ciudad era de 63 094,09 dólares, y el ingreso medio de una familia era de 68 223 dólares. Los hombres tenían un ingreso medio de 51 959 dólares frente a 46 382 dólares de las mujeres. El ingreso per cápita de la ciudad fue de 22 902 dólares. Alrededor del 7,7 % de las familias y el 8,6 % de la población estaban por debajo del umbral de pobreza, incluido el 7,2 % de los menores de 18 años y el 13,1 % de los mayores de 65 años.
En diciembre de 2022, el sitio web de la ciudad dice: «Utqiagvik, la ciudad más grande del distrito de North Slope, tiene 4429 residentes, de los cuales aproximadamente el 61 % son esquimales iñupiat».

### Población histórica (censo decenal de los Estados Unidos)
- 1880: 225 habitantes
- 1890: 246 habitantes (+9.3 %)
- 1900: 314 habitantes (+27.6 %)
- 1910: 446 habitantes (+42.0 %)
- 1920: 322 habitantes (−27.8 %)
- 1930: 330 habitantes (+2.5 %)
- 1940: 363 habitantes (+10.0 %)
- 1950: 951 habitantes (+162.0 %)
- 1960: 1314 habitantes (+38.2 %)
- 1970: 2104 habitantes (+60.1 %)
- 1980: 2207 habitantes (+4.9 %)
- 1990: 3469 habitantes (+57.2 %)
- 2000: 4581 habitantes (+32.1 %)
- 2010: 4212 habitantes (−8.1 %)
- 2020: 4927 habitantes (+17.0 %)

## Política
La ciudad es el centro del distrito de North Slope y ha fluctuado en las elecciones presidenciales. En algunas convocatorias ha habido un número sustancial de votantes a terceros partidos.

## Arte y cultura

### Eventos especiales

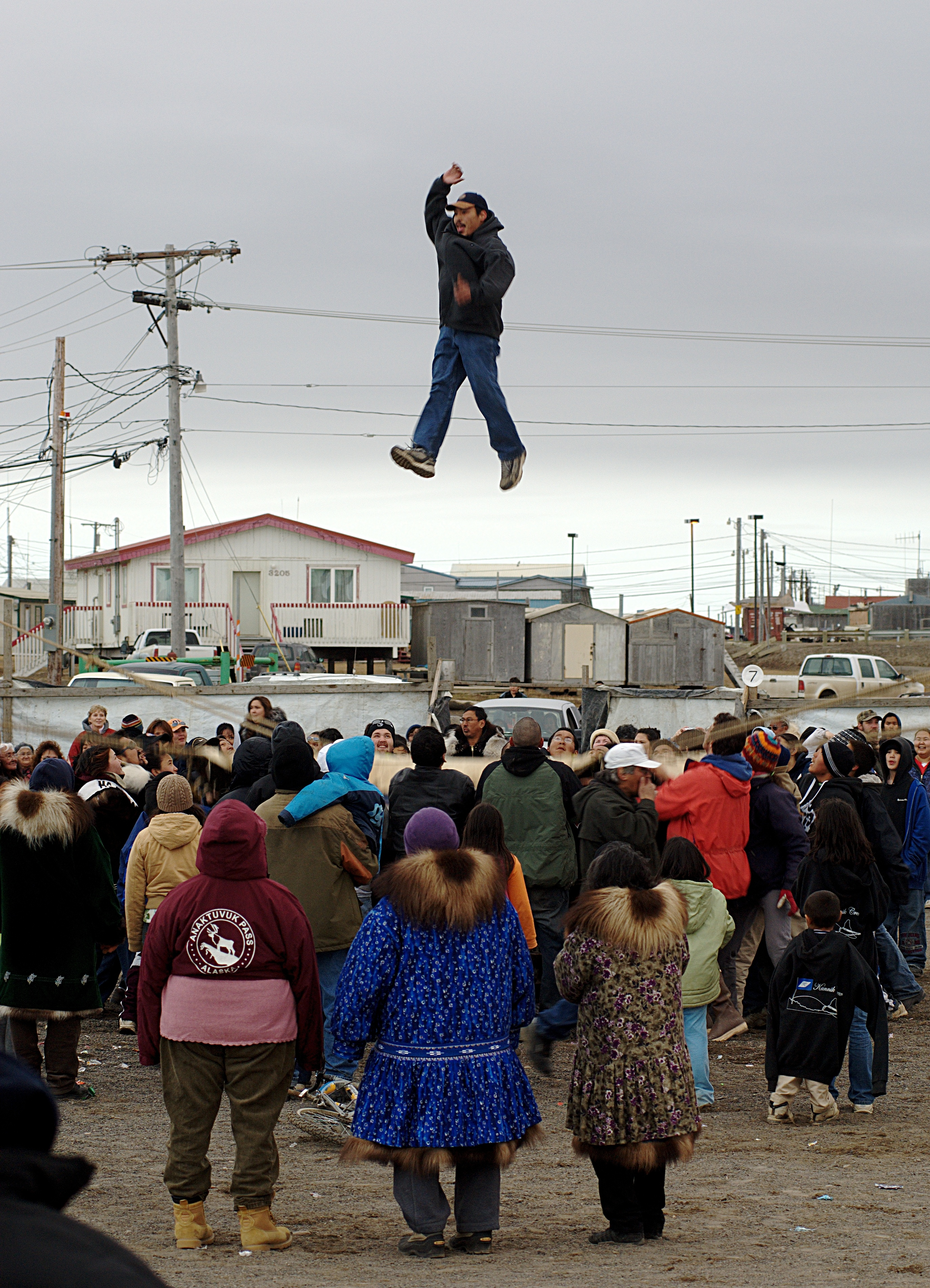
Lanzamiento de mantas durante un lanzamiento de mantas en Utqiagvik

- Kivgiq, la Fiesta del Mensajero, en tiempos más recientes se ha celebrado casi todos los años, pero «oficialmente» se celebra cada dos o tres años a finales de enero o principios de febrero, a discreción del alcalde de North SlopeBorough. Kivgiq es un evento internacional que atrae a visitantes de todo el círculo polar ártico.
- Piuraagiaqta, la Fiesta de la Primavera, celebra abrir un camino en el hielo para que los barcos cacen ballenas. Celebrado a mediados de abril, incluye muchas actividades al aire libre.
- Nalukataq, la celebración del lanzamiento de mantas, se lleva a cabo durante varios días a partir de la tercera semana de junio para celebrar cada caza exitosa de ballenas en primavera.
- El 4 de julio, Día de la Independencia, en Utqiagvik es el momento de los juegos esquimales, como la patada de dos pies de altura y el tirón de orejas, y los ganadores competirán en los Juegos Olímpicos Mundiales Indios Esquimales.
- La caza de ballenas generalmente ocurre durante la segunda semana de octubre.

Qitik, Eskimo Games, también conocidos como Christmas Games, se llevan a cabo del 26 de diciembre al 1 de enero.

### Representaciones en la cultura popular
El cantautor John Denver visitó la ciudad para su especial de televisión de 1979 Alaska, The American Child.
El especial de ABC TV «La noche que salvaron la Navidad» se filmó aquí y se emitió por primera vez el 13 de diciembre de 1984.
Fran Tate, propietario de un restaurante local, era un invitado frecuente por teléfono en un programa de radio de Chicago, el Steve and Johnnie Show en WGN, durante la década de 1990. También apareció en el Tonight Show con Johnny Carson.
La ciudad es el escenario de una serie de cómics de terror titulada 30 días de noche. Una película de éxito comercial, que lleva el nombre del cómic y está basada en él, se estrenó el 19 de octubre de 2007, seguida de una secuela directa en vídeo el 23 de julio de 2010.
Karl Pilkington es enviado a la ciudad en la segunda temporada de An Idiot Abroad.
On the Ice, una película estrenada en 2011 sobre adolescentes que enfrentan una trágica muerte accidental, se filmó íntegramente en la ciudad y los lugareños actuaron en la mayoría de los papeles.
Big Miracle, una película de 2012 protagonizada por Drew Barrymore, está basada en la historia real de ballenas atrapadas bajo el hielo cerca de Point Barrow y presenta escenas y personajes de la ciudad.
Stephen Fry visitó la ciudad y su gente durante el último segmento de su documental Stephen Fry in America.
En 2015, NFL Network inició una serie documental de ocho partes centrada en el equipo de fútbol americano Barrow High School Whalers.

## Deportes

### Fútbol Americano

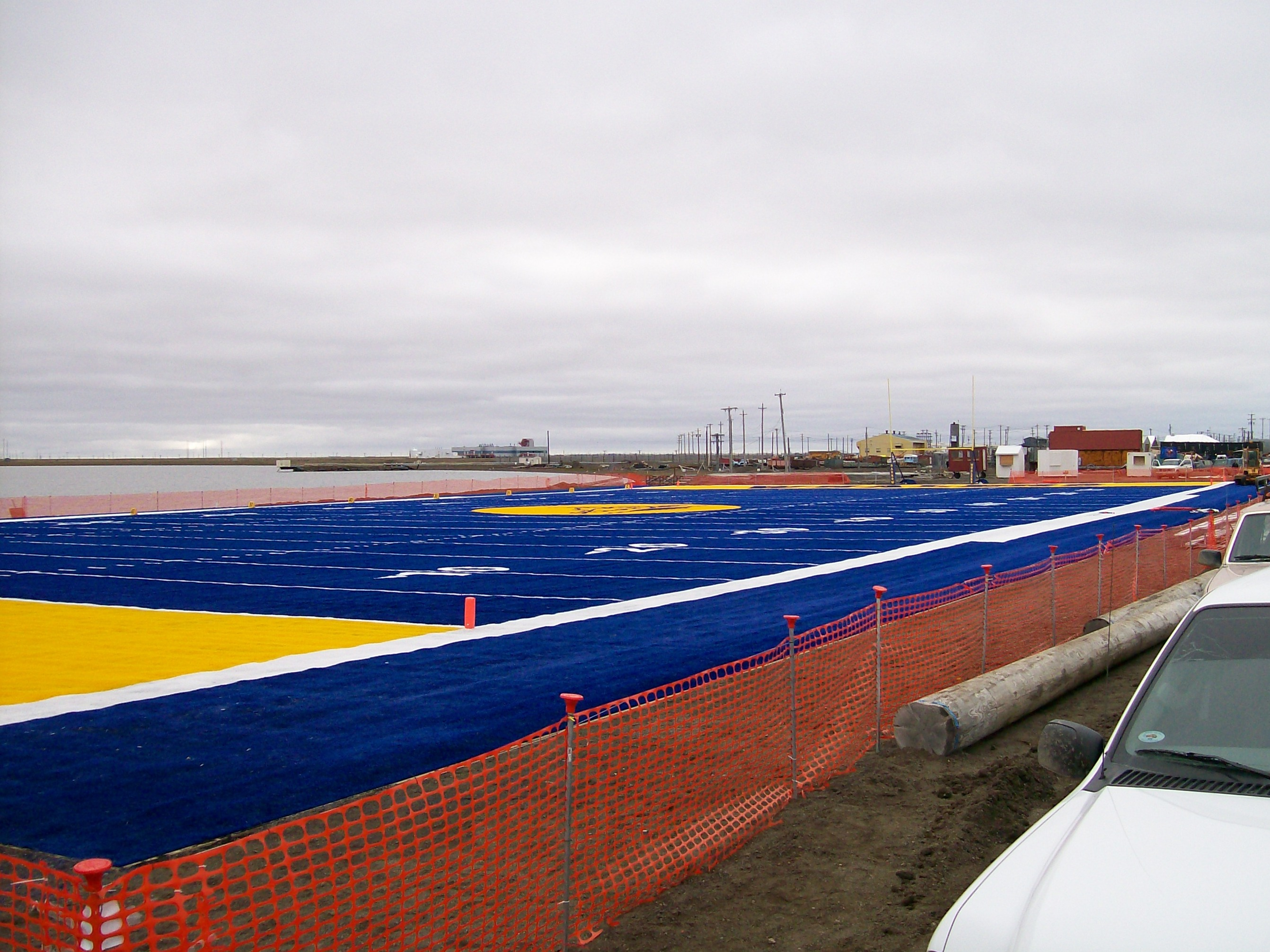
Campo de césped artificial para el equipo de fútbol de la escuela secundaria de Barrow

El 19 de agosto de 2006, los Whalers of Barrow High School (las Ballenas de la escuela secundaria de Barrow) jugaron el primer partido de fútbol oficial en el Ártico contra Delta Junction High School. La escuela secundaria de Barrow registró su primera victoria 2 semanas después. Los entrenadores y jugadores celebraron la histórica victoria saltando al océano Ártico, a solo 100 yardas (91 m) del improvisado campo de tierra.
El 17 de agosto de 2007, el equipo de fútbol Whalers jugó su primer partido de la temporada en su nuevo campo de césped artificial. El histórico partido, al que asistió el exjugador de los Miami Dolphins (Delfines de Miami), Larry Csonka, fue la primera transmisión en vivo por Internet de un evento deportivo en Estados Unidos desde el norte del círculo polar ártico.
Desde la formación del equipo, ha acumulado un récord de 33-24 y, más recientemente, el equipo alcanzó la ronda semifinal del Campeonato de fútbol americano de escuelas pequeñas del estado de Alaska.
En 2017, el equipo de fútbol americano de la escuela secundaria de Barrow ganó su primer campeonato estatal con una victoria contra los Homer Mariners por 20-14.

### Baloncesto
En 2015, el equipo de baloncesto masculino de Barrow High School ganó el Campeonato Estatal Clase 3A de Alaska con una victoria 50-40 sobre el dos veces campeón estatal defensor, Monroe Catholic. El equipo de los Whalers estaba dirigido por el recluta de 5 estrellas Kamaka Hepa. Como estudiante de primer año de 6 ft 7 in, fue considerado como uno de los mejores reclutas de baloncesto del país. ESPN lo clasificó como el recluta de baloncesto número 21 del país para la generación de 2018. Hepa fue transferido a Jefferson High School en Portland, Oregón, para su tercer año. En octubre de 2017, con 6 ft 8 in de altura, se había comprometido a ir a la Universidad de Texas.
El equipo de baloncesto masculino de los Whalers terminó la temporada 2014-2015 con un récord de 24-3, el porcentaje de victorias más alto en la historia de la escuela. El guardia Travis Adams también se destacó. Los equipos del entrenador Jeremy Arnhart ganaron 186 partidos en 10 temporadas. En 2015, el equipo femenino de Barrow High School también ganó fácilmente el torneo ACS.

## Educación

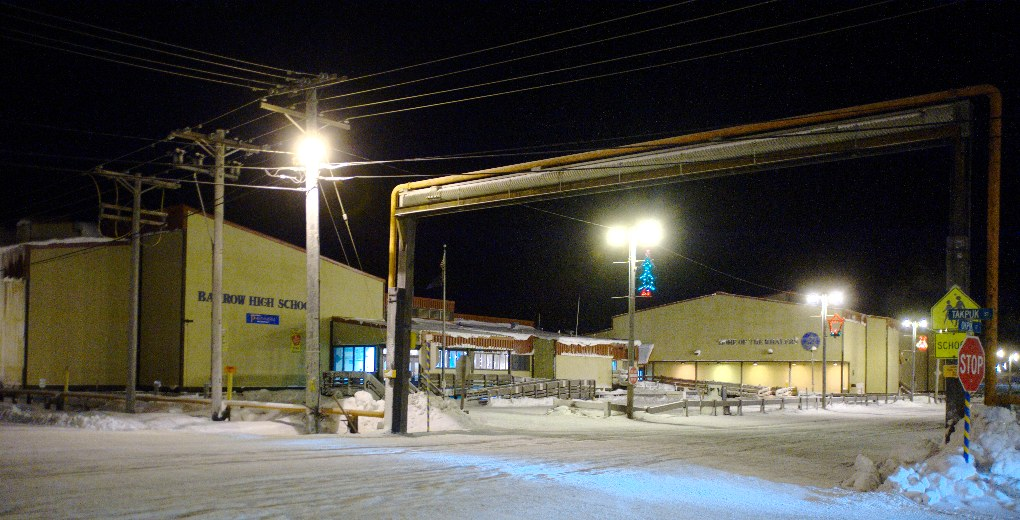
Escuela secundaria de Barrow (Barrow High School)

Utqiagvik es atendido por el distrito escolar de North Slope Borough. Las escuelas que prestan servicios en la ciudad son la escuela primaria Ipalook, la escuela secundaria Hopson, la escuela secundaria Barrow y el centro de aprendizaje alternativo conocido como Kiita Learning Community.
El colegio Iḷisaġvik (Iḷisaġvik College), que es una universidad de dos años y la única universidad tribal en Alaska, está ubicada en Utqiagvik. La escuela ofrece títulos de asociado en contabilidad, salud afines, negocios y administración, tecnología de la construcción, terapia de salud dental, educación indígena, tecnología de la información, estudios iñupiat, artes liberales y administración de oficinas. También ofrece una licenciatura en administración de empresas. La escuela también ofrece cursos de educación para adultos para GED.preparación y certificados en diversos programas. Los estudiantes locales pueden asistir a la Universidad de Alaska Fairbanks y a otras universidades en Alaska y en otros estados del país.

## Medios de Comunicación

### Radio

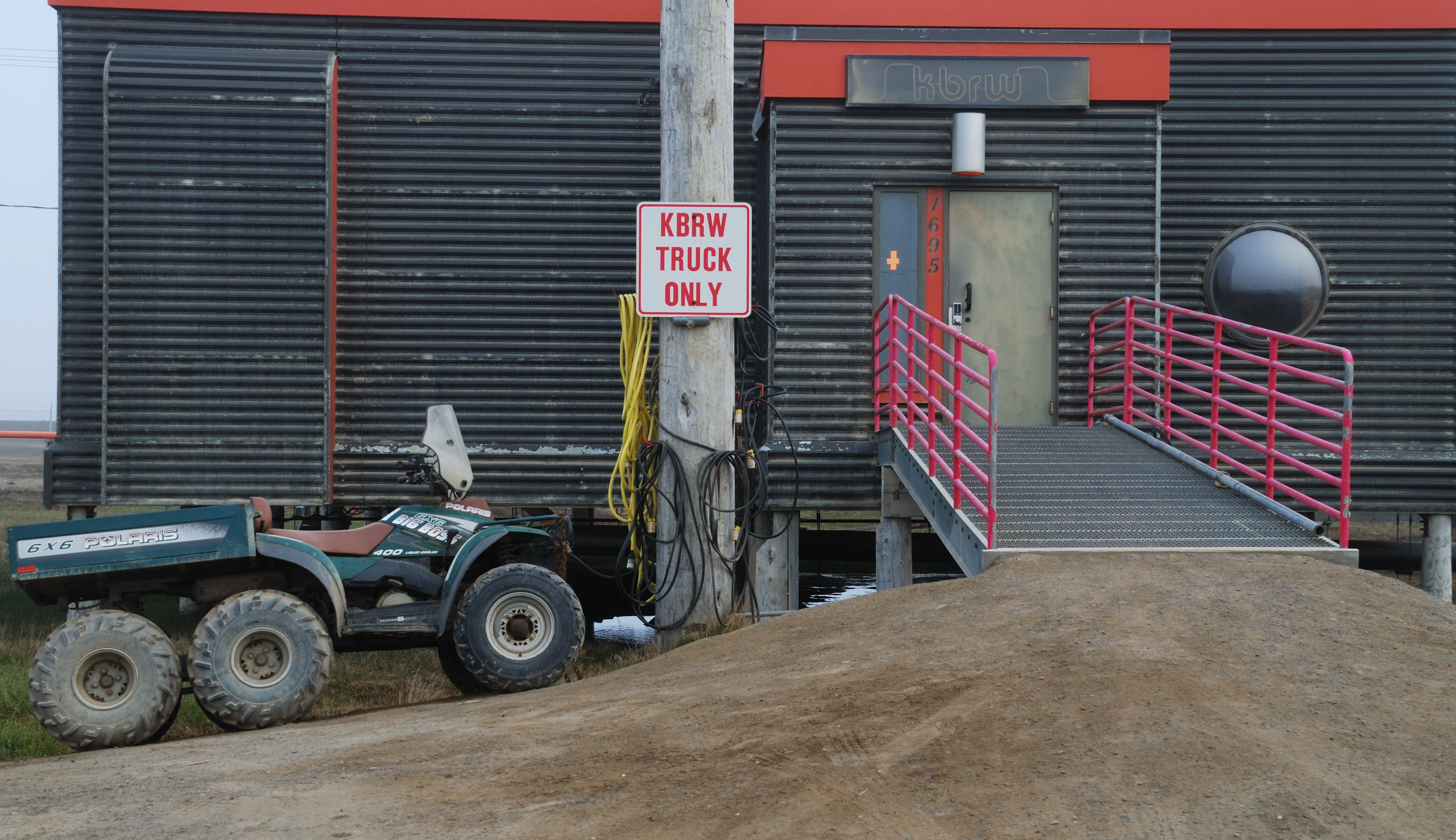
La entrada principal de los estudios KBRW

KBRW (AM) / KBRW-FM transmite en Utqiagvik en 680 kHz AM y 91,9 MHz FM. KBRW también se transmite a través de repetidores de FM en todas las aldeas de North Slope Borough, desde Kaktovik hasta Point Hope.

### Periódico
The Arctic Sounder es un periódico publicado semanalmente por Alaska Media, LLC, que cubre noticias de interés para North Slope Borough, que incluye Utqiagvik, y Northwest Arctic Borough, que incluye Kotzebue en el noroeste de Alaska.

## Infraestructura

### Comunicaciones

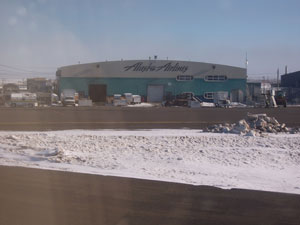
Terminal de Aerolíneas de Alaska en el aeropuerto Wiley Post-Will Rogers Memorial

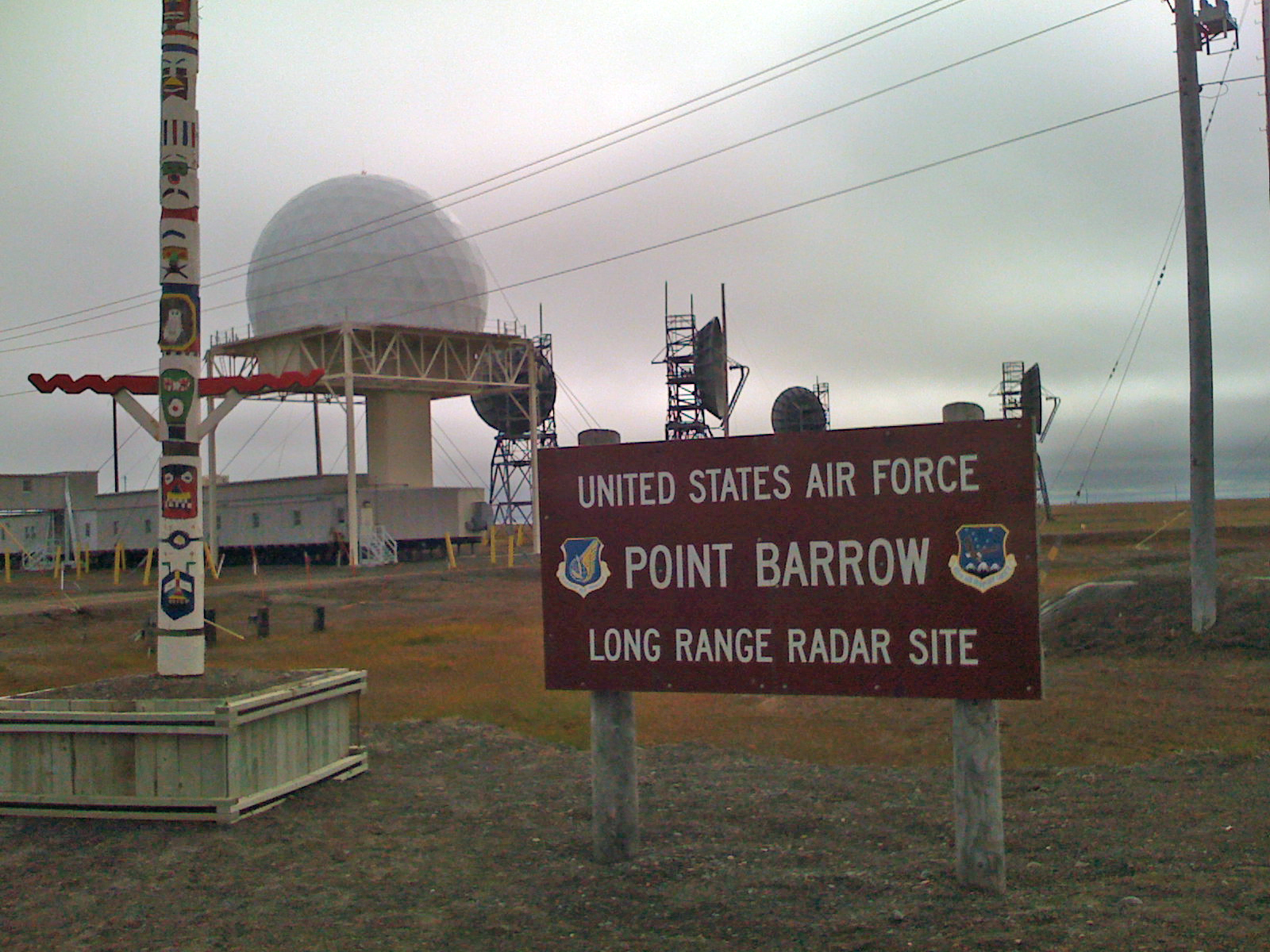
Señalización e instalaciones del sitio de radar de largo alcance de Point Barrow

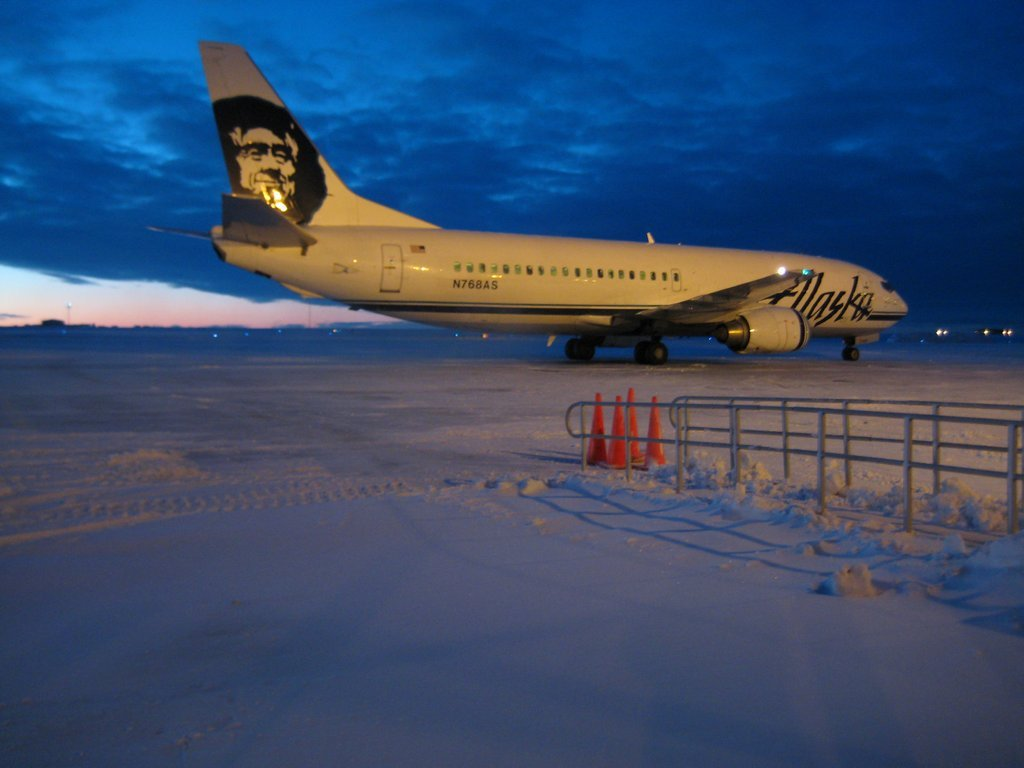
Avión combinado 737-400 de Alaska Airlines en el aeropuerto Post-Rogers en diciembre de 2007. Tenga en cuenta que está en el crepúsculo; el sol no sale en diciembre, pero está lo suficientemente cerca del horizonte como para iluminar el cielo.

Las carreteras de Utqiagvik no están pavimentadas debido al permafrost y no hay carreteras que conecten la ciudad con el resto de Alaska. Utqiagvik cuenta con servicio de avión de pasajeros de Aerolíneas de Alaska en el aeropuerto Wiley Post-Will Rogers Memorial desde Anchorage y Fairbanks. El nuevo servicio entre Fairbanks y Anchorage comenzó desde Era Aviation el 1 de junio de 2009. La carga llega por vía aérea durante todo el año y por barcazas marítimas durante el transporte marítimo anual de verano.
Utqiagvik es el centro de transporte de los pueblos costeros árticos del distrito de North Slope. Múltiples aviones a reacción, con servicio desde Deadhorse ( Prudhoe Bay ), Fairbanks y Anchorage brindan servicios diarios de correo, carga y pasajeros, que conectan con aviones de aviación general más pequeños, monomotores y bimotores, que brindan servicio regular a otras aldeas, desde Kaktovik. en el este hasta Point Hope en el oeste. La ciudad también cuenta con varios servicios de radiotaxi, la mayoría utilizando pequeños vehículos con tracción en las cuatro ruedas.

### Cuidado de la salud
El Hospital Samuel Simmonds Memorial, ubicado en la ciudad de Utqiagvik, es el centro de atención médica primaria de la región de North Slope en Alaska. Las personas que necesitan atención médica en la ciudad pueden acceder al hospital por carretera. Sin embargo, como no hay carreteras que entren o salgan de Utqiagvik, las personas de las comunidades y pueblos circundantes (incluidos Point Hope, Prudhoe Bay y Wainwright) deben ser transportados en avión, helicóptero o ambulancia aérea. La instalación funciona de forma continua y es el hospital o centro médico más al norte de los Estados Unidos.

## En la ficción
En este lugar transcurre la acción de la serie de historietas de terror 30 días de noche, así como la película homónima y su secuela basadas en la misma.

## Personas notables
- Sadie Neakok (1916-2004), primera magistrada en Alaska.
- Eben Hopson (1922-1980), exmiembro del Senado de Alaska.
- Harry Brower Sr. (1924-1992), capitán ballenero, líder comunitario.
- John Nusunginya (1927-1981), exmiembro de la Cámara de Representantes de Alaska.
- Edna Ahgeak MacLean (nacida en 1944), lingüista, educadora y ex presidenta del Iḷisaġvik College.
- Tara Sweeney (nacida en 1973), exsubsecretaria del Departamento del Interior de los Estados Unidos.
- Morgan Kibby (nacida en 1984), actriz, cantante y compositora.
- Kamaka Hepa (nacido en 2000), jugador de baloncesto universitario de los Texas Longhorns y Hawái Rainbow Warriors.